# Lijst van nummer 1-hits in Zweden in 2021
Deze hits stonden in 2021 op nummer 1 in de Sverigetopplistan Single Top 100, de bekendste hitlijst in Zweden.
| Datum        | Artiest                        | Titel                           |
| ------------ | ------------------------------ | ------------------------------- |
| 1 januari    | Newkid                         | Du måste finnas                 |
| 8 januari    | Newkid                         | Du måste finnas                 |
| 15 januari   | Newkid                         | Du måste finnas                 |
| 22 januari   | Olivia Rodrigo                 | Drivers license                 |
| 29 januari   | Olivia Rodrigo                 | Drivers license                 |
| 5 februari   | Hov1                           | Barn av vår tid                 |
| 12 februari  | Hov1                           | Barn av vår tid                 |
| 19 februari  | Miriam Bryant & Victor Leksell | Tystnar i luren                 |
| 26 februari  | Miriam Bryant & Victor Leksell | Tystnar i luren                 |
| 5 maart      | Miriam Bryant & Victor Leksell | Tystnar i luren                 |
| 12 maart     | Hov1 & Einár                   | Gamora                          |
| 19 maart     | Tusse                          | Voices                          |
| 26 maart     | Tusse                          | Voices                          |
| 2 april      | Hov1 & Einár                   | Gamora                          |
| 9 april      | Hov1 & Einár                   | Gamora                          |
| 16 april     | Hov1 & Einár                   | Gamora                          |
| 23 april     | Hov1 & Einár                   | Gamora                          |
| 30 april     | Hov1 & Einár                   | Gamora                          |
| 7 mei        | Miriam Bryant & Victor Leksell | Tystnar i luren                 |
| 14 mei       | Hov1 & Dree Low                | Tokken                          |
| 21 mei       | Hov1 & Dree Low                | Tokken                          |
| 28 mei       | Måneskin                       | Zitti e buoni                   |
| 4 juni       | A36                            | Samma gamla vanliga             |
| 11 juni      | A36                            | Samma gamla vanliga             |
| 18 juni      | A36                            | Samma gamla vanliga             |
| 25 juni      | A36                            | Samma gamla vanliga             |
| 2 juli       | A36                            | Samma gamla vanliga             |
| 9 juli       | A36                            | Samma gamla vanliga             |
| 16 juli      | The Kid Laroi & Justin Bieber  | Stay                            |
| 23 juli      | Hov1                           | Flickorna i Båstad              |
| 30 juli      | The Kid Laroi & Justin Bieber  | Stay                            |
| 6 augustus   | The Kid Laroi & Justin Bieber  | Stay                            |
| 13 augustus  | The Kid Laroi & Justin Bieber  | Stay                            |
| 20 augustus  | The Kid Laroi & Justin Bieber  | Stay                            |
| 27 augustus  | The Kid Laroi & Justin Bieber  | Stay                            |
| 3 september  | The Kid Laroi & Justin Bieber  | Stay                            |
| 10 september | ABBA                           | Don't shut me down              |
| 17 september | The Kid Laroi & Justin Bieber  | Stay                            |
| 24 september | The Kid Laroi & Justin Bieber  | Stay                            |
| 1 oktober    | The Kid Laroi & Justin Bieber  | Stay                            |
| 8 oktober    | Hov1                           | Räkna dagar                     |
| 15 oktober   | Ed Sheeran                     | Shivers                         |
| 22 oktober   | Adele                          | Easy on me                      |
| 29 oktober   | Einár & ADAAM                  | Dansa                           |
| 5 november   | Adele                          | Easy on me                      |
| 12 november  | Adele                          | Easy on me                      |
| 19 november  | Adele                          | Easy on me                      |
| 26 november  | Adele                          | Easy on me                      |
| 3 december   | Mariah Carey                   | All I want for Christmas is you |
| 10 december  | Mariah Carey                   | All I want for Christmas is you |
| 17 december  | Mariah Carey                   | All I want for Christmas is you |
| 24 december  | Wham!                          | Last Christmas                  |
| 31 december  | Wham!                          | Last Christmas                  |